# California King Bed
"California King Bed" er titlen på den fjerde single fra den barbadianske sangerinde Rihannas studiealbum Loud. Sangen er skrevet af Andrew Harr, Jermaine Jackson, Priscilla Renea og Alex Delicata og produceret af The Runners.

## Baggrund og udgivelse
I begyndelsen af marts 2011 bad Rihanna sine fans om hjælp til at vælge hendes næste single. Via Twitter, blev fansene bedt om at vælge mellem "Cheers (Drink to That)", "Man Down", "California King Bed" og "Fading". Det meste populære valg ville få en video filmet i slutningen af marts 2011. Den 12. marts 2011 blev det bekræftet at fansene havde valgt "California King Bed" som den næste single fra albummet.

## Kritikernes modtagelse
Stacey Anderson fra Spin Magazine sagde om sangen: "California King Bed er en smertelig ballade om den forestående død i et forhold, i stadiet af limbo inden det endelige forfald; den er så velsunget, at det faktisk er svært at høre." 
Ryan Dombell fra Pitchfork Media sagde, "California King Bed er en "I Don't Want to Miss a Thing"-type powerballade genetiske lavet til et soundtrack til en Kate Hudson film." Boston Phoenix-skribent Daniel Brockman anså sangen som en uskadelig soft jam. Andy Gill fra "The Independent" så sangen som en stor 'slå op'-power ballade og at den indeholder Rihannas bedste vokale præstation.

## Live optræden
Rihanna optrådte første gang med "California King Bed" i en country-udgave sammen med frontkvinden fra bandet Sugarland, Jennifer Nettles, under ACM Awards, der blev afholdt af Academy of Country Music den 3. april, 2011. Hun har også promoveret sangen med en optræden i den tiende sæson af den amerikanske TV-serie American Idol, den 14. april 2011.

## Hitliste præstationer
Inden sangen blev officielt udgivet som single, debuterede den på den australske singlehitliste og den new zealandske singlehitliste. I Australien debuterede sangen som nummer 66 den 11. april 2011 og toppede som nummer 18. I New Zealand debuterede sangen som nummer 18 den 18. april 2011.

## Hitlister
| Hitliste (2011)                                  | Højeste placering |
| ------------------------------------------------ | ----------------- |
| Australien (ARIA)                                | 16                |
| Belgien (Ultratip Wallonien)                     | 15                |
| Irland (IRMA)                                    | 27                |
| Holland (Single Top 100)                         | 56                |
| New Zealand (RIANZ)                              | 11                |
| Storbritannien R&B (Official Charts Company)     | 17                |
| Storbritannien Singles (Official Charts Company) | 54                |